# Çoban kavurma

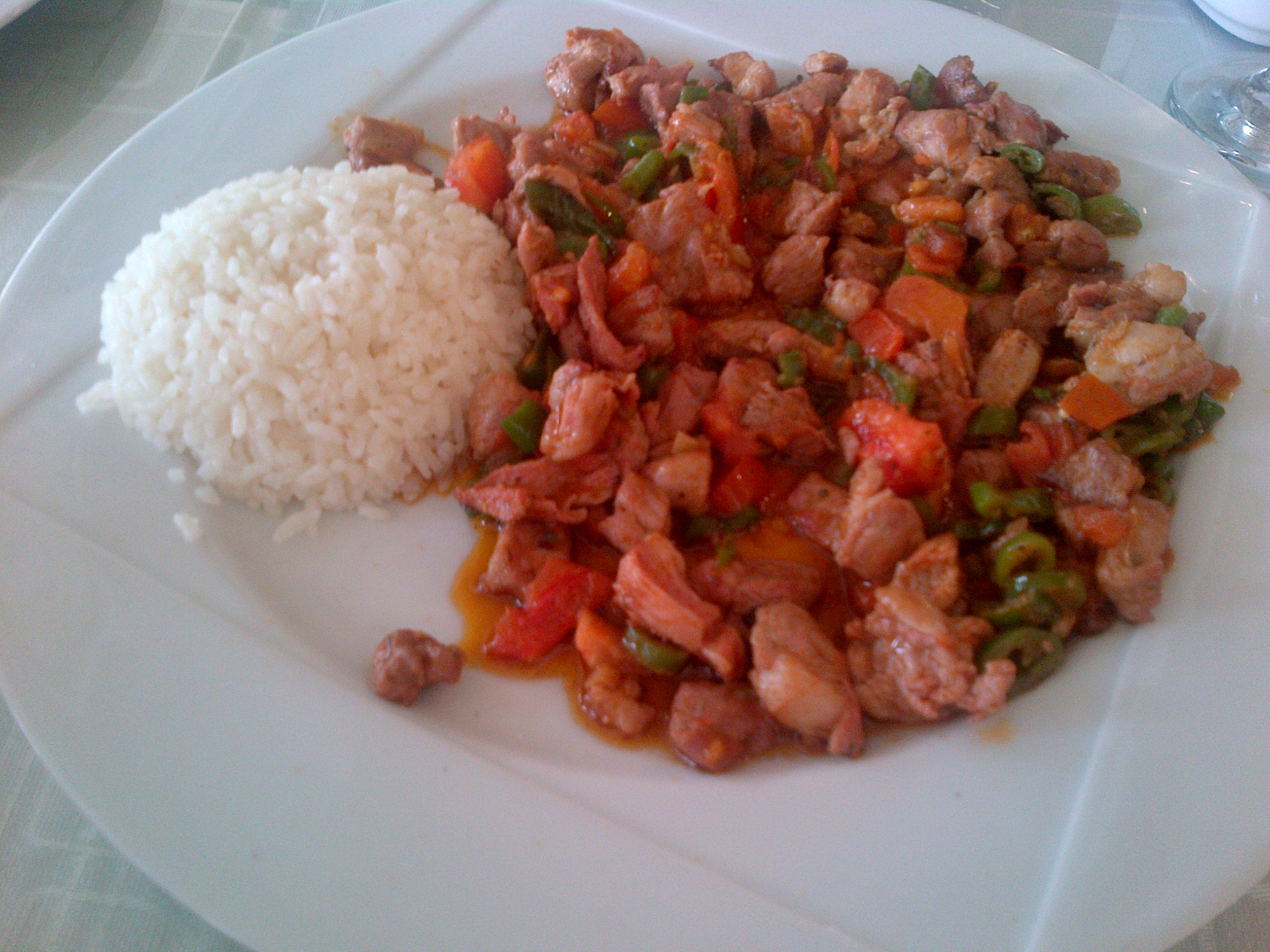
Çoban kavurma de xai, servit amb una mica d'arròs blanc.

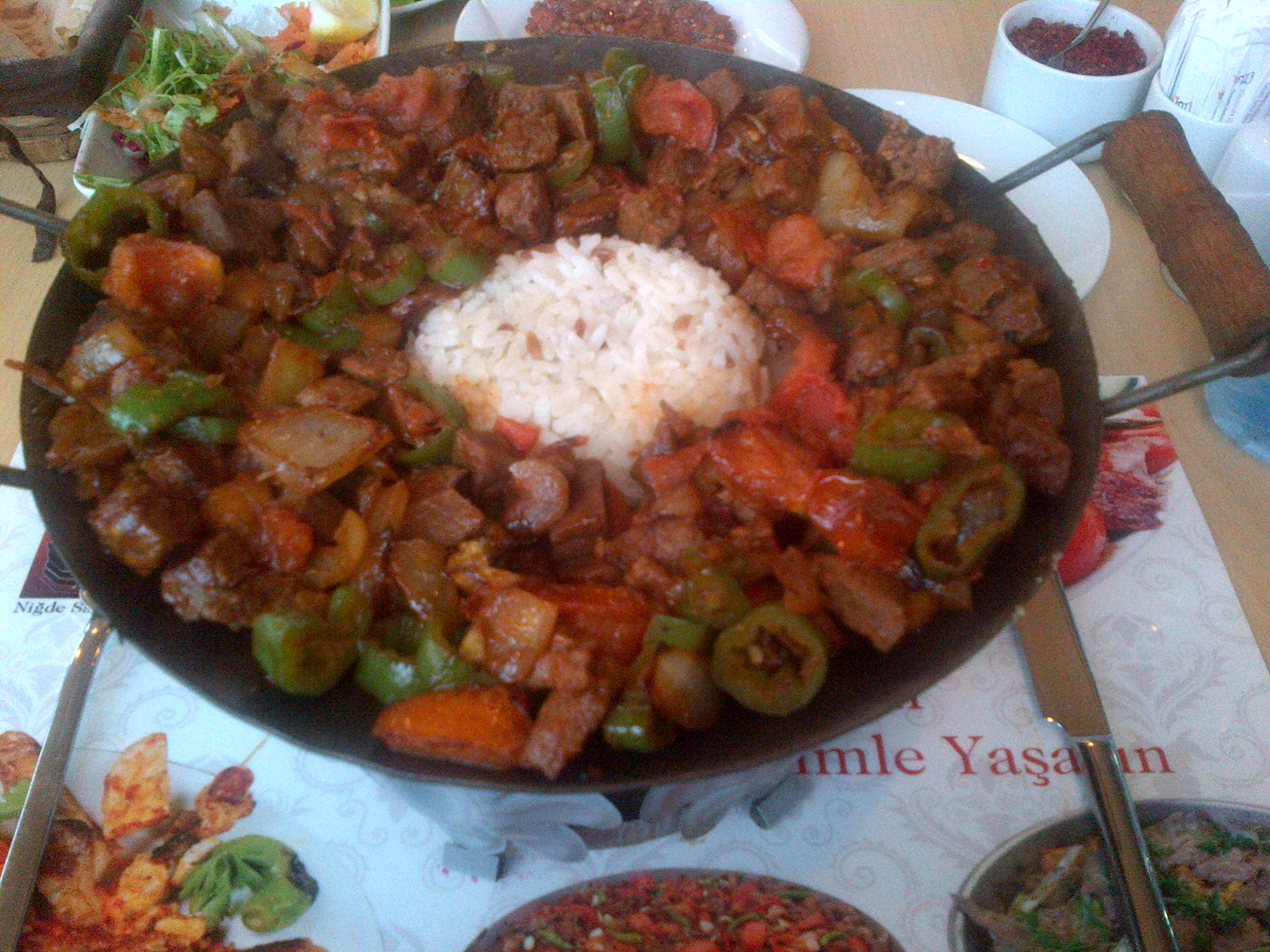
Çoban kavurma amb carn de vedella.

Çoban kavurma (turc) és un saltat de carn amb verdures de la cuina turca. Es pot fer amb carn d'ovella o vedella. Generalment se serveix amb arròs turc pilav.